# Животињски крекери
Животињски крекери (енгл. Animal Crackers) је амерички хумористички филм из 1930. године, режисера Виктора Хермана, према сценарију који су написали Берт Калмар, Хари Руби, Џорџ С. Кауфман и Мори Рискинд. Главне улоге тумаче браћа Маркс (Граучо, Харпо, Чико и Зепо), Лилијан Рот и Маргарет Думонт. Заснован је на њиховом истоименом бродвејском мјузиклу, у коме настају хаос и лудост када вредна слика нестане током забаве у част познатог афричког истраживача, капетана Џефрија Т. Сполдинга. Филм је постигао критички и комерцијални успех, а био је и други и последњи филм који су браћа Маркс снимили у Њујорку.

## Радња
Новински наслов објашњава да госпођа Ритенхаус приређује раскошну забаву у својој кући на Лонг Ајленду. Забава ће као почасног госта угостити познатог истраживача, капетана Џефрија Т. Сполдинга, који се управо вратио из Африке. Такође, као посебну посластицу за госте и капетана Сполдинга, поштовани колекционар уметности Роско В. Чендлер ће открити своју недавно набављену слику, После лова, познатог уметника по имену Богард.
Батлер Хајвс даје упутства послузи о припремама за забаву. Чендлер стиже са Богардовом сликом и флертује са госпођом Ритенхаус; појављује се њена ћерка Арабела и прекида их. Секретар капетана Сполдинга, Хорејшио Џејмисон, најављује капетанов долазак. Капетан Сполдинг објављује да не може да остане и да мора одмах да оде. Госпођа Ритенхаус га моли да остане, а гости изјављују своје дивљење капетану, па он одлучује да остане. Убрзо потом долази сињор Емануел Равели, ангажован да обезбеди музику за забаву, а неколико тренутака касније стиже и његов „партнер” Професор. Професор плаши госте пиштољем који узме од капетана Сполдинга. Професор убрзо креће у потеру за атрактивном плавокосом женом.
Арабела присуствује забави са својим вереником Џоном Паркером, сликаром у успону. Џон је обесхрабрен јер није у стању да зарађује за живот својом уметношћу да би издржавао себе и Арабелу. Арабела предлаже Џону да наслика портрет за Чендлера, сугеришући да ће добити импресивну поруџбину. Џон се смеје тој идеји, не верујући да Чендлер заиста цени уметност. Након што је испитала Богардову слику, Арабела осмишљава шему да придобије Чендлерово интересовање за Џоново дело: они ће заменити слику скоро савршеном копијом коју је Џон насликао у уметничкој школи, верујући да неће моћи да пронађе очигледне разлике. Арабела тражи од Равелија да замени слике. У међувремену, још једна гошћа, Грејс Карпентер, смишља исту идеју са својом пријатељицом госпођом Вајтхед, како би понизила госпођу Ритенхаус. Узимају Грејсину лоше направљену копију коју је насликала у уметничкој школи и траже од Хајвса да замени слику, несвесне да уклањају Џонову копију.
Равели хвата Професора како јури за плавокосом девојком и грди га. Убрзо долазе госпођа Ритенхаус и госпођа Вајтхед и након што Професор брутално нападне госпођу Ритенхаус, њих четворо почињу да играју апсурдну варијацију бриџа. Равели и Професор наилазе на Чендлера и препознају га као Абија, трговца рибом из Чехословачке. Чендлер покушава да их подмити како би их ућуткао, али на крају му узму новац, кравату и подвезице, као и, неким чудом, његов белег који се преноси на Професорову руку. После низа необичних прекида током разговора са госпођом Ритенхаус и госпођом Вајтхед, капетан Сполдинг води дебату о уметности и економији са Чендлером након његовог сусрета са Равелијем и Професором.
Касније те ноћи грмљавина гаси светла и Равели и Професор покушавају да замене слику. Усред тога, капетан Сполдинг и госпођа Ритенхаус долазе у исту просторију. Капетан проналази Професорову изгубљену рибу у софи. Равели и Професор успевају да замене слику.
Током забаве, госпођа Ритенхаус позива капетана Сполдинга да говори о својим путовањима по Африци. Он прича смешан и апсурдан извештај о својим путовањима пре него што га госпођа Ритенхаус прекине. Равели је позван да одсвира нешто на клавиру. Након неколико досетки и прекида, Чендлер позива госте у салон, како би могао да открије слику. Када се слика открије, Чендлер примећује лош квалитет и схвата да је неко украо оригинал и заменио га јефтином имитацијом. Џон се осећа обесхрабрено, мислећи да је слика и даље његова копија. Одједном се светла поново гасе, а када се врате, недостаје и имитација Богарда. Гости, сада у галами, разилазе се и покушавају да пронађу украдену слику, предвођени капетаном Сполдингом. Џон и Арабела разговарају о узбуђењу ситуације и њиховој љубави једно према другом.
Следећег дана стиже полицијски тим који обезбеђује кућу и тражи несталу слику. Схвативши да су можда отишле предалеко, госпођа Вајтхед и Грејс траже од Хајвса оригинал, али он нигде не може да га нађе. Госпођа Вајтхед закључује да га је Професор украо. Након што се суочи са њим, она добија Грејсину копију назад. Касније, Џон проналази Грејсину копију Богарда и открива Арабели да је неко други морао имати исту идеју да замени слике. Схвативши да Чендлер заправо никада није видео Џонову копију, њих двоје постају оптимистични. Убрзо након тога, Џон схвата да је копија коју је пронашао сада нестала. Капетан Сполдинг, Џејмисон и Равели разговарају о томе како би могли да пронађу несталу слику. Након што су слику вратили од Професора, који је сада прерушен, Џон и Арабела је доносе капетану Сполдингу. Схватају да је Професор тај који је украо слике и зову полицију да га пронађе.
После кратке свађе, Сполдинг, Равели и Џејмисон долазе са Професором. Професор је ухапшен, а три слике су враћене. Чендлер је на тренутак заменио Џонову копију за оригиналног Богарда. Схвативши његов таленат, Чендлер ангажује Џона да му уради серију портрета. Након што је на тренутак пустио Професора на слободу, полицијски наредник покушава да га ухвати. Да би избегао хапшење, Професор прска госте супстанцом која их онесвешћује. Након што се сви нађу у несвести, филм се завршава Професором који се онесвести поред лепе плавуше коју је јурио током целог филма.

## Улоге
| Глумац          | Улога                     |
| --------------- | ------------------------- |
| Граучо Маркс    | капетан Џефри Т. Сполдинг |
| Харпо Маркс     | Професор                  |
| Чико Маркс      | сињор Емануел Равели      |
| Зепо Маркс      | Хорејшио Џејмисон         |
| Лилијан Рот     | Арабела Ритенхаус         |
| Маргарет Думонт | госпођа Ритенхаус         |
| Луис Сорин      | Роско В. Чендлер          |
| Хал Томпсон     | Џон Паркер                |
| Маргарет Ирвинг | госпођа Вајтхед           |
| Кетрин Рис      | Грејс Карпентер           |
| Роберт Грег     | батлер Хајвс              |
| Едвард Меткалф  | инспектор Хенеси          |

## Музичке нумере
Граучове песме, „Hello, I Must Be Going” и „Hooray for Captain Spaulding”, које су написали Берт Калмар и Хари Руби, постале су понављајуће теме за Грауча током година. Потоња песма је постала тема Граучове радио и ТВ емисије Кладите се у свој живот. Она се односило на правог капетана Сполдинга, војног официра ухапшеног неколико година раније због продаје кокаина становницима Холивуда. Оригинална пуна верзија ове песме је уређена у складу са Хејзовим кодексом када је поново објављена 1936. године: уклоњена је сексуално сугестивна реченица „Мислим да ћу покушати да је натерам”. Дуго се веровало да је овај снимак заувек изгубљен, све док у архиви Британског филмског института није откривена једна верзија од пре Хејзовог кодекса. Она је укључена у Blu-ray рестаурацију филма, објављену у октобру 2016. године.
Иронично, Граучо је употребио још рискантнију реченицу пред почетак Чикове клавирске секвенце: „Први избор сињора Равелија биће, 'Негде моја љубав спава', са мушким хором. Чикова сопствена клавирска композиција „I'm Daffy over You” поново је одсвирана у њиховом следећем дугометражном филму, Мајмунска посла, са Харпом на харфи.
Музичке нумере у филму и њихови извођачи:
- „He's One of Those Men” (Хајвс и послуга)
- „I Represent the Captain” (Зепо)
- „Hooray for Captain Spaulding Part I” (више глумаца)[5]
- „Hello, I Must Be Going” (Граучо)
- „Hooray for Captain Spaulding Part II” (више глумаца)
- „Why Am I So Romantic?” (Арабела и Џон)
- „I'm Daffy over You” (Чико)
- „Silver Threads Among the Gold” (Чико)
- „Brief piano interlude” (Харпо)
- „Gypsy-chorus” (Чико)
- „My Old Kentucky Home” (браћа Маркс)

## Издање
Оригинално издање филма из 1930. трајало је 99 минута. Године 1936. филм је поново издат са неколико малих резова како би се прилагодио Продукцијском кодексу. Ова верзија је трајала око 98 минута.
У децембру 1973, Стив Столијар, студент Универзитета Калифорније и обожаватељ браће Маркс, одвезао се у Анахајм да би погледао ретку пројекцију Животињских крекера. Верзија која је тамо приказана била је стара и лошег квалитета, вероватно зато што филм није био дистрибуиран за биоскопско приказивање од раних 1950-их. Paramount Pictures је дозволио да истекне филмска лиценца, а права су враћена ауторима позоришне представе на Бродвеју: драматурзима Џорџу С. Кауфману и Морију Рискинду, композитору Харију Рубију и текстописцу Берту Калмару. Иако је MCA/Universal купио већину Paramount-ове библиотеке звучних играних филмова од пре 1950-их, године 1958, Животињски крекери су се наизглед сматрали правним нередом за који би најбоље било да остане недирнут. Столијар је импулсивно контактирао Грауча Маркса како би придобио његову подршку за мало вероватну кампању којом би покушао да убеди − или изврши притисак на − Universal да поново објави филм. Граучо је пристао да се појави у кампусу Универзитета Калифорније на промотивном догађају.
Дана 7. фебруара 1974, Граучо и његова помоћница, Ерин Флеминг, посетили су Универзитет Калифорније под покровитељством Столијаровог новоформираног „Комитета за ре-издање Животињских крекера”. Догађај је привукао око 200 студената, преко 2.000 потписа на петицији за ре-издање филма и неколико новинара. Universal се потрудио да изгледа да реагује: портпарол је рекао новинару Daily Bruin-а да је студио „одушевљен” интересовањем и да је „преговарао са наследницима писаца (Морија Рискинда и Џорџа С. Кауфмана), али да су тражили много више него што смо желели да потрошимо. Недавно смо постигли договор и чекамо да потпишемо уговоре.” Портпарол је додао да очекује да ће филм ускоро бити издат. Како је Daily Bruin известио: „Остатак дана је припадао Граучу, јер је показао изненађујуће бљескове свог старог сјаја.” Упитан да именује свог омиљеног комичара, рекао је: „Ја.” Такође је изјавио да су „Животињски крекери наш најбољи филм”.
Граучово појављивање на Универзитету Калифорније покривено је путем националне штампе. Убрзо је уследио наступ на Емисији Мерва Грифина. У априлу 1974, Граучо и Столијар су добили одговор од Universal-а. Према речима потпредседника Арнолда Шејна, они су били „одушевљени одговором студената”. Месец дана касније, покушавајући да процени интересовање јавности, Universal је приказао нову оштрију верзију филма у једном биоскопу у Вествуду, јужно од универзитетског кампуса. Граучо се лично појавио и ушао без пратње у биоскоп. Људи у публици су устали и почели да аплаудирају, а убрзо се придружио и цео биоскоп. Охрабрени одзивом – редови су се месецима формирали око блока – 23. јуна студио је приказао филм у Њујорку. Граучо је присуствовао њујоршкој премијери. Умало је дошло до нереда и позвана је полицијска пратња. Одатле су Животињски крекери кренули у национално издање.
Због ових проблема са правима, Животињски крекери никада нису приказани на телевизији све до 21. јула 1979. године, када је CBS емитовао специјалну пројекцију филма.
Оригинална верзија филма, која је деценијама била доступни само у верзији скраћеној за ре-издање из 1936. године, рестаурирана је са дупликата негатива од 35mm у власништву Британског филмског института и објављена од стране Universal Pictures-а 2016. у DCP формату за биоскопску дистрибуцију и Blu-ray за кућни видео. Рестаурирано издање садржи опциони коментар историчара филма Џефрија Венса.

## Пријем
Као и његов претходник Кокосови ораси, филм Животињски крекери је остварио финансијски успех. До јуна 1932. филм је зарадио 1,5 милиона долара од изнајмљивања широм света.

## Клип у боји
Деведесетих година 20. века, клип у боји од 15 секунди настао током снимања Животињских крекера је пронађен и емитован као део AMC документарца Славни Техниколор (1998). Клип је значајан јер је то најранији познати снимак браће Маркс у боји, а такође и по наступу Харпа без свог уобичајеног костима и перике.